# Los años 80 por... La Década Prodigiosa
Los años 80 por... La Década Prodigiosa es el título de un álbum de la banda La Década Prodigiosa, publicado en 1988.

## Descripción
Siguiendo la estela de los tres discos anteriores, se trata de un conjunto de temas que agrupan, a modo de popurrí, canciones asociadas en función de su letra y en el caso del presente disco por el hecho de que fueron éxitos en la década de 1980.
Únicamente los temas El cuerpo, Sí, sí mañana y Made in Spain (La chica que yo quiero), con el que se representó a España en el Festival de Eurovisión, son originales.

## Ventas
El álbum se mantuvo durante 18 semanas en la lista de los 10 más vendidos, según datos de AFYVE, llegando a alcanzar el puesto número 5 en diciembre de 1988.[cita requerida] Ha alcanzado dos discos de platino, equivalente a 200.000 copias vendidas.[cita requerida]

## Temas
- Vas a enloquecer - 04:25
- Toda la noche sin dormir - 05:42
- Hawaii no está lejos de Sevilla 05:42
- El cuerpo 04:41
- Entre discos revueltos 04:22
- All Stars Mix 04:00
- Sí, sí mañana 4:05
- Made in Spain (La chica que yo quiero)

### Cortes integrados en los temas
A continuación, los cortes de canciones integradas en cada uno de los temas popurrí del LP:
| Tema                            | Canción del corte               | Autor                                       | Intérprete original     |
| ------------------------------- | ------------------------------- | ------------------------------------------- | ----------------------- |
| Vas a enloquecer                | Maquillaje                      | Nacho Cano                                  | Mecano                  |
| Vas a enloquecer                | Fiesta de los maniquíes         | T. Cardalda, G. Coppini                     | Golpes Bajos            |
| Vas a enloquecer                | Pánico en el Edén               | Tino Casal                                  | Tino Casal              |
| Vas a enloquecer                | Bienvenidos                     | M. Ríos, T. Gómez                           | Miguel Ríos             |
| Vas a enloquecer                | Caperucita feroz                | J. Gurruchaga, L.A. Cuenca                  | La Orquesta Mondragón   |
| Vas a enloquecer                | Horror en el hipermercado       | N. Canut, C.G. Berlanga                     | Alaska y los Pegamoides |
| Vas a enloquecer                | Bon voyage                      | J. Gurruchaga, J.M. Insausti, E. Haro       | La Orquesta Mondragón   |
| Toda la noche sin dormir        | Hoy no me puedo levantar        | Nacho Cano, J.M. Cano                       | Mecano                  |
| Toda la noche sin dormir        | Conspiración                    | Bizet, L. Gómez-Escolar                     | Olé Olé                 |
| Toda la noche sin dormir        | Venezia                         | David Summers                               | Hombres G               |
| Toda la noche sin dormir        | Rufino                          | C. Santonja, S. Maillard                    | Luz Casal               |
| Toda la noche sin dormir        | La noche no es para mí          | Carlos Solís Guardiola                      | Vídeo                   |
| Toda la noche sin dormir        | Me estoy volviendo loco         | Montoya, Ruiz                               | Azul y negro            |
| Toda la noche sin dormir        | Voy a mil                       | G. Montesano, L. Gómez-Escolar              | Olé Olé                 |
| Toda la noche sin dormir        | Las chicas son guerreras        | Juan López Márquez                          | Coz                     |
| Hawaii no está lejos de Sevilla | Tú                              | G. Bigazzi, U. Tozzi                        | Umberto Tozzi           |
| Hawaii no está lejos de Sevilla | Santa Lucía                     | Roque Narvaja                               | Miguel Ríos             |
| Hawaii no está lejos de Sevilla | Hawaii-Bombay                   | José María Cano                             | Mecano                  |
| Hawaii no está lejos de Sevilla | Sevilla                         | Cossu, Aldroghetti, Avogadro                | Miguel Bosé             |
| Hawaii no está lejos de Sevilla | Bravo por la música             | J. Pardo Suárez                             | Juan Pardo              |
| Entre discos revueltos          | Perdido en mi habitación        | Nacho Cano                                  | Mecano                  |
| Entre discos revueltos          | Champú de huevo                 | Tino Casal                                  | Tino Casal              |
| Entre discos revueltos          | Que no                          | Danilo Vaona, G.P. Felisatti, Carmine Ewain | Pedro Marín             |
| Entre discos revueltos          | Aire                            | L. Gómez-Escolar, D. Vaona.                 | Pedro Marín             |
| Entre discos revueltos          | No controles                    | Nacho Cano                                  | Olé Olé                 |
| Entre discos revueltos          | No tengo tiempo                 | Montoya, Ruiz                               | Azul y negro            |
| Entre discos revueltos          | Cómo pudiste hacerme esto a mí  | Nacho Canut, Carlos García Berlanga         | Alaska y Dinarama       |
| Entre discos revueltos          | Sin amor                        | R. Sigel, B. Meinunger                      | Iván                    |
| Entre discos revueltos          | Yo no te pido la luna           | L. Albertelli, V. Malepasso, A. Fornaciari  | Fiordaliso              |
| All stars mix                   | Smooth Operator                 | Sade Adu                                    | Sade                    |
| All stars mix                   | I just called to say I love you | Stevie Wonder                               | Stevie Wonder           |
| All stars mix                   | Eye in the Sky                  | A. Parsons, E. Woolfon                      | Alan Parsons Project    |
| All stars mix                   | Last Christmas                  | George Michael                              | Wham!                   |
| All stars mix                   | Every breath you take           | Sting                                       | The Police              |
| All stars mix                   | Billie Jean                     | Michael Jackson                             | Michael Jackson         |
| All stars mix                   | Like a Virgin                   | T. Kelly, B. Steinberg                      | Madonna                 |